# Rematch (jogo eletrônico)
Rematch é um jogo esportivo desenvolvido pela Sloclap e copublicado pela Kepler Interactive. No jogo, os jogadores controlam um jogador de seu time em uma partida de futebol, com perspectiva em terceira pessoa. O jogo foi lançado em 19 de junho de 2025 para Microsoft Windows, Xbox Series X/S e PlayStation 5.

## Jogabilidade
Rematch é um jogo esportivo jogado em terceira pessoa. No início do jogo, os jogadores precisam selecionar e personalizar seu avatar jogável. Os jogadores controlam um único jogador de futebol do time, alternando entre atacante e zagueiro, e até mesmo o goleiro, que possui habilidades específicas. O jogo apresenta uma mecânica de mirar e chutar para chutar a bola e marcar gols. O jogo se passa em arenas fechadas de realidade virtual, sem faltas, portanto, sem pênaltis, impedimento ou interrupções no jogo. A bola não sai de jogo, portanto, não há laterais ou tiros de meta.
No lançamento, o jogo contará com quatro modos multijogador: 3v3, 4v4 e 5v5, além de um modo ranqueado 5v5. O jogo contará com conteúdo sazonal para adicionar modos de jogo, eventos, recursos e itens cosméticos para jogadores e estádios. Um modo offline com companheiros de equipe controlados por IA será lançado em 2026.

## Desenvolvimento
O jogo é desenvolvido pela Sloclap, que trabalhou anteriormente em Sifu e Absolver. De acordo com o diretor do jogo, Pierre Tarno, a experiência do estúdio em trabalhar em jogos de luta "forneceu informações valiosas sobre a sensação, reatividade e precisão do jogo, além de transmitir fisicalidade e impacto por meio de sistemas de animação complexos". Absolver, em particular, inspirou a tecnologia online da Rematch. Tarno também comparou o jogo a videogames de ação e videogames de tiro jogados em terceira pessoa. Foi descrito pela equipe como um "jogo simples", embora Tarno tenha acrescentado que o jogo era sobre "observação e posicionamento", e os jogadores têm a tarefa de fazer mudanças dinâmicas em suas táticas para ter sucesso. Uma mecânica inicial permite que os jogadores corram na parede, embora isso tenha sido descartado porque a equipe sentiu que "se afastou muito de uma fantasia de futebol credível que [eles] estavam buscando". Overwatch e Rocket League foram citados pela equipe como fontes de inspiração.
A Sloclap e a publicadora Kepler Interactive anunciaram o jogo em dezembro de 2024 para Microsoft Windows, Xbox Series X/S e PlayStation 5. O jogo foi lançado em 19 de junho de 2025. Sloclap pediu desculpas aos jogadores após não habilitar o jogo multiplataforma no lançamento e prometeu que o recurso será adicionado ao jogo por meio de uma atualização pós-lançamento.

## Recepção
O jogo atraiu mais de 1 milhão de jogadores no dia do lançamento.